# フランス料理の切り方一覧
本稿ではフランス料理の切り方一覧（フランスりょうりのきりかたいちらん）として、フランス料理に使われる切りかた、特に野菜の切り方について説明する。

## さまざまな切り方

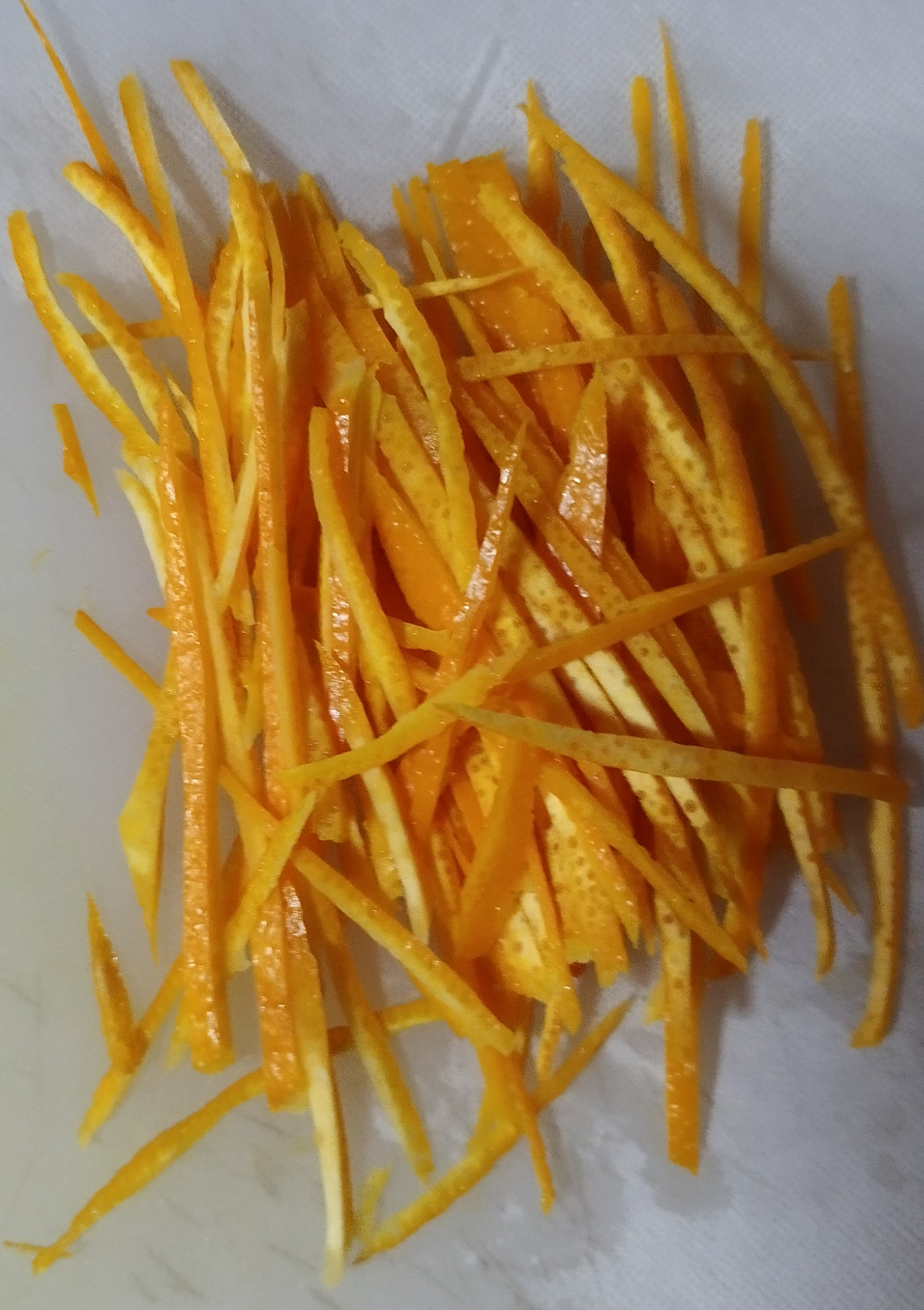
デザート用にカットしたオレンジのジュリエンヌ（千切り）

「～ェ（仏: -é(e)）」式の単語は、切り方そのものを表す動詞の過去分詞形に由来する（-é が男性形、-ée が女性形。発音は同じ）。

それ以外の単語は、切った後の食材の形状や状態、その切り方を用いる料理などに因む（tailler en ~「～状に／～用に切る／刻む」という風に用いる）。
アッシェ（仏: haché(e)、wiktionary:fr:haché）
日本名：みじん切り
非常に細かく切ったもの。ジェリエンヌを切るとすぐにできる。切断面が多いので水分が抜けやすい。「みじん切り#角切りよりも細かく」を参照
語源の アッシュ（仏: hache は斧／鉞のこと。
アリュメット（仏: allumette）
日本名：マッチ棒切り
マッチ棒の軸のように5mm角に切ったもの。なお allumette はマッチ棒のこと。
フィユタージュ（仏: Feuilletage、パイ生地）を細かく切って長方形に焼いたパイのことでもある（allumette (biscuit)）。
使用している料理：アリュメット（ジャガイモをアリュメットに切り、油で揚げ塩で味付けした料理）
エギュイエット（仏: aiguillette）
日本名：そぎ切り
肉を繊維の方向に沿って薄いそぎ切り、細く長く切ること。繊維に直角にスライスするとエマンセになる。
エスカロップ（仏: escalope）
1cm前後の、やや厚めの薄切り肉。エマンセよりも厚め。肉や魚、特に仔牛の薄切りに使われる。
エマンセ（仏: émincé(e)）
日本名：薄切り
薄く切ったもの。エスカロップより薄切り。色々な食材、主に肉料理に使われる。
なお語根のマンス mince は「薄い」。
エマンセ・ロン（仏: émincé(e) rond）
日本名：薄切り
丸く薄く切ったもの。 ポテトチップに使われる。
なお rond は輪切りにした食材のこと。
オリーヴ（仏: olive）
オリーヴの実のような形に切ったもの。シャトーに似るが面がない。
カルティエ（仏: quartier）
日本名：串切り
オレンジやレモンなど、薄皮を残して皮を剥き、果肉だけにする。
ココット（仏: cocotte）
日本名：ココット切り
3cm 位に切り、フットボール状に面取りしたもの。: なお cocotte は（蒸し焼き用の蓋付き）両手鍋のこと（「こっこちゃん」、つまり雌鶏を表す幼児語でもある）。
ゴーフレット（仏: gaufrette）
じゃがいもを薄い格子状（クリスカット）にしたもの。マンドリーヌ（スライサー）を使って90度ずつ回転させながら切る。ポテトチップに使われる。
なお gaufrette にはウエハースの意味があるが、ここでは小型のワッフルのこと。
コルレット（仏: collerette）
日本名：輪切り
皮を剥いた後、そのまま切ったもの。なお collerette は子供服や中世服飾の飾り襟のこと。
シズレ（仏: ciselé(e)）
日本名：千切りまたはみじん切り
野菜に使われる。スィズレ ciseler （原形）は「（金石に）彫刻を施す」こと。
ジェリエンヌ,ジュリエンヌ（仏: julienne）
日本名：千切り
マッチ棒より細い糸状に切ったもの。長さは4～5cm。
にんじんやじゃがいもが使われることが多い。これは Jean Julien というコックの名に因む。
使用している料理：コンソメジュリエンヌ（コンソメスープにジェリエンヌした野菜を浮かべた料理）
シャトー（仏: château）
日本名：シャトー切り
ココットより少し大きく5cm位のフットボール状に切ったもの。: なお château は châteaubriant（シャトーブリアン）の付け合わせのジャガイモの切り方に因む（単語そのものは城郭の意味もある）。
ダルヌ（仏: darne）
日本名：筒切り
大きな魚などに使われる。なお darne とは（魚の）切り身のこと。
デ（仏: dés）
日本名：角切り
食材を立方体に切る。1cm角に切ったものはマセドワーヌ、2～3mm角に切ったものはブリュノワーズと呼ばれる。
トゥルネ（仏: tourné(e)）
日本名：面取り
食材の表面に螺旋状に飾り切りを入れる。
トゥルネ tourner （原形）は「旋盤やろくろで加工する、形を整える」こと。
トロンソン（仏: tronçon）
日本名：輪切りまたは筒切り
こちらは木材に使われることもある。
語根のトロン tronc は（樹木の）幹、（動物の）躯幹および胴体のこと。
ノワゼット（仏: noisette）
鹿や仔羊の背肉などを円形に切ったもの。なお noisette はセイヨウハシバミの実（ヘーゼルナッツ）のこと。
パヴェ（仏: pavé）
舗石のように分厚く切ったもの。なお pavé は舗石（のように四角くて大きな塊）のこと。
バトネ（仏: bâtonnet）
日本名：拍子木切り
約5mm角、4～5cmの棒状に切ったもの。bâttonnetは小さい棒（バトン）のこと。
バルド（仏: barde）
豚の背脂の薄切り（ラードベーコン）。ラルドンとは違い、こちらは薄く切ったものに鳥肉など包んで焼くのに用いる。
なお barde には（中世の）馬鎧の意味もある。
ブリュノワーズ（仏: brunoise）
約5mmの正方形に切ったもの。マセドワーヌよりも細かい賽の目切り。「みじん切り#細かい角切り」および「あられ切り」を参照
ペイザンヌ（仏: paysanne）
日本名：色紙切り
1～2cm角の薄切りにしたもの。なお paysanne は田舎風のこと。
ポン・ヌフ（仏: pont neuf）
日本名：拍子木切り
1cm 角、長さ  6～7cm ほどに切ったもの。 ポン・ヌフはセーヌ川にかかる橋の名であり、その近くで売られていたフライドポテトの形が由来である。そのためジャガイモだけに使われる呼び方である。
ブール（仏: boule）
球形に剥いたもの。もしくはセルクルで刳り抜いたもの。バターソテーなどに使われる。なお boule はボールのこと。
マセドワーヌ（仏: macédoine）
日本名：賽の目切り
約1cm角の立方体に切ったもの。フルーツや野菜に使われる。 ドミノ（仏: domino）とも呼ばれる。「角切り」を参照
なおマセドワーヌは数種類の野菜や果物を混ぜ合わせたサラダや温製料理のこと（語頭が大文字ならマケドニア）。
ミニョネット（仏: mignonnette）
仔羊や羊の背肉から切り出した小円形の切り身。
可愛らしいという意味をもつ mignon は、ここではフィレ・ミニョン（ヒレ肉末端部の切り身）などにみられるように、肉の切り身のこと。それに指小辞 -ette （小さい～、～のようなもの）がついたのが mignonnette である（粗挽き胡椒の意味もある）。
メダイヨン（仏: médaillon）
日本名：輪切り
肉や魚などに使われる。なお médaillon は肉、フォア・グラ、伊勢えびなどの輪切りを用いた料理のこと（元来の字義は「（裏に細工の無い）大型のメダル」）。
ラルドン（仏: lardon）
日本名：紐切り
脂肪分の少ない赤身肉に差し込む為に切り出した、ベーコンや豚の背脂のこと。
リュバン（仏: ruban）日本名：桂剥き
帯状に薄く剥いたもの。 皮むき機を使う方法もある。ruban はリボンのこと。
ルウェル（仏: rouelle）
厚めに丸く切った、骨付きの仔牛や豚のもも肉およびすね肉や魚肉、特に仔牛のもも肉を指す。
日本の輪切りに対応させるには、古風あるいは方言的な言い回しである。
ロンデル（仏: rondelle）
日本名：輪切り
にんじん、じゃがいも、ソーセージなどを 5mm 位の厚さに切ったもの。